# DR-Baureihe ET 85
Die Baureihe ET 85 war eine Baureihe von Elektrotriebwagen der Deutschen Reichsbahn (DR).

## Geschichte

### Deutsche Reichsbahn
1924 wurden von der Waggonfabrik Fuchs in Heidelberg vier Dampftriebwagen der bayerischen Gattung MCCi in die Elektrotriebwagen D4i elT 701–704, ab 1933 elT 1101–1104 (ab 1940: ET 85 01–04) umgebaut. Die umgebauten Fahrzeuge wurden als erste elektrische Triebwagen im Bahnbetriebswerk München Hbf stationiert und kamen ab 1925 zunächst auf den Strecken München–Starnberg und München–Herrsching zum Einsatz.
Nach dem Umbau wurden bei Fuchs und BBC in den Jahren 1925 zunächst sechs Triebwagen (el 705–711) und vier Beiwagen (8001–8004) in Auftrag gegeben. Hatten die Umbauten noch hölzerne Aufbauten, so waren die neuen Triebwagen mit stählernen Aufbauten versehen. 1927 war es noch nicht möglich, die ganze Elektrik unter dem Wagenboden unterzubringen. Der Trafo und das Schaltwerk wurden daher in einem Maschinenraum untergebracht. Die neuen Triebwagen waren nur etwas länger als die „Prototypen“. Auch die Fenster waren mit 900 mm breiter als in den Voraustriebwagen (800 mm). Die Türen zu den Fahrgasträumen waren ebenfalls eingezogen, zum Maschinenraum führte von außen aber nur noch eine einfache Tür an der rechten Fahrzeugseite. Alle Fahrzeuge bis zur Betriebsnummer el 730 hatten ursprünglich Fronttüren und Übergangsbrücken, die später entfernt wurden.
1927 wurden eine weitere Bestellung über fünf Trieb- und elf Steuerwagen (el 711–715, 8005–8015) getätigt, im gleichen Jahr noch einmal je 15 Trieb- und Steuerwagen. 1932 wurden noch einmal sechs Triebwagen und vier Steuerwagen bestellt, sie erhielten gleich die neuen Bezeichnungen elT 1131–1136 und elS 2131–2134. Als Beiwagen dienten umgebaute dreiachsige bayerische Personenwagen EB 85 01–70, die später durch dreiachsige Umbauwagen ersetzt wurden.
In genau derselben Form und mit derselben Raumanordnung – anstelle des Maschinenraumes war ein Gepäckraum vorhanden – entstanden von 1927 bis 1933 die Steuerwagen. Sie bekamen zunächst die Nummern 8001–8004, ab 1940 dann ES 85 01–34.
Die Triebwagen ET 85 05 und 09 waren für eine Höchstgeschwindigkeit von 100 km/h ausgelegt.
Aufgrund des Krieges wurde bei den meisten Triebwagen das elfenbeinfarbene Fensterband weinrot überlackiert. Die umgebauten Triebwagen ET 85 03 und 04 wurden noch vor 1945 ausgemustert.

### Deutsche Bundesbahn

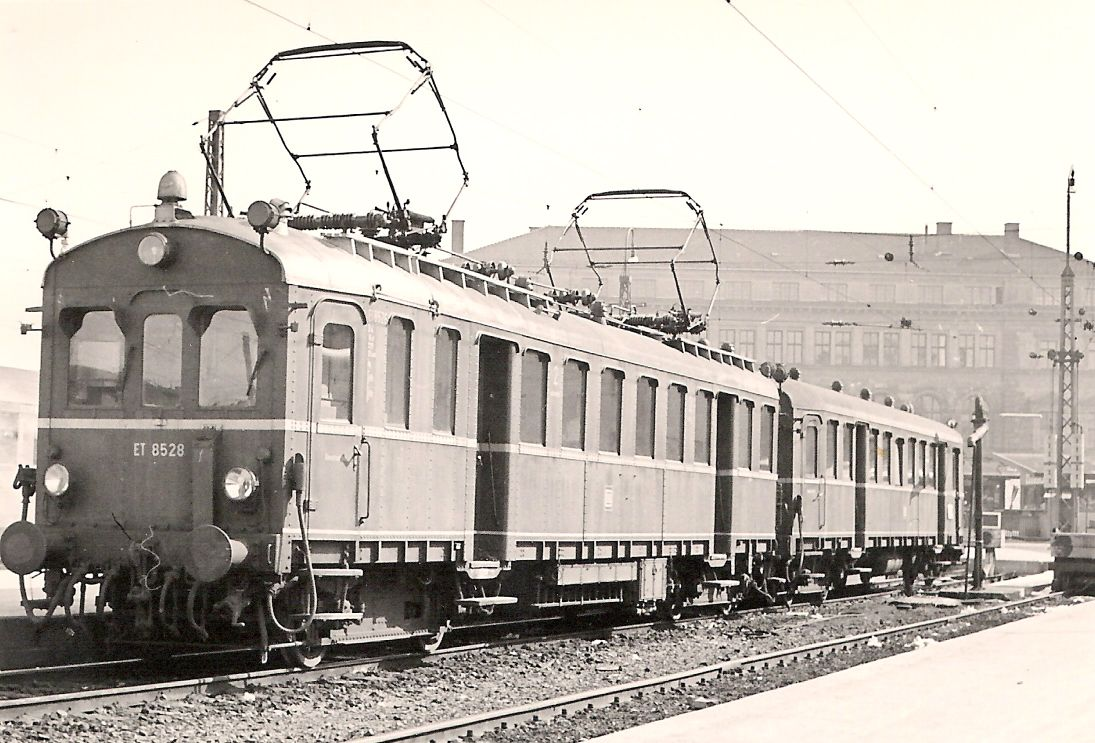
ET und ES 85 28 in München Hbf (1958)

Die Deutsche Bundesbahn übernahm noch 24 ET 85 in ihren Bestand. 1949 wurden drei Triebwagen in ET 90 umgebaut. 1951/52 wurden die drei Steuerwagen ES 85 03, 04 und 16 in Steuerwagen für Wendezüge mit der E 44 umgebaut. Eingesetzt wurden diese Triebwagen nicht nur vom Bw München Ost aus im Münchener Vorortverkehr, sondern auch im Schwarzwald auf der Dreiseenbahn, der Lokalbahn Bad Aibling–Feilnbach und auf der Wehratalbahn.
1956 erhielten acht Triebwagen eine neue Inneneinrichtung: Die Sitzteilung war nunmehr 2+2. Auch die nicht umgebauten Wagen wurden als 2. Klasse bezeichnet. Die Triebwagen ET 85 05, 11 und 19 erhielten beim Umbau ein 1.-Klasse-Abteil über dem Triebdrehgestell und wurden in ET 65 101–103 umgezeichnet. 1960 wurde der Umbau und die Umzeichnung wieder rückgängig gemacht.
1960 wurde aus allen 22 vorhandenen Steuerwagen das Steuerabteil auf der Gepäckraumseite aus- und bei den meisten Triebwagen eine Sitzbank dafür eingebaut. Neun Steuerwagen erhielten eine neue Inneneinrichtung mit 2+2 Sitzanordnung, außerdem zwei 1.-Klasse-Abteile mit insgesamt zwölf Plätzen, sie erhielten die Nummern ES 85 101–109.
1968 wurden außer den 1957/58 ausgemusterten ET 85 01 und 02 und den 1967 ausgemusterten ET 85 21 und 24 alle vorhandenen Trieb-, Steuer- und Beiwagen umgezeichnet: Die Triebwagen als Baureihe 485, die Steuerwagen nur mit 2. Klasse als 885 601ff., die Steuerwagen mit 1. Klasse als 885 701ff. und die Beiwagen als 885 801ff.

### Beiwagen
1927 wurden 35 dreiachsige Personenwagen der Gattung C3i bay 99 zu Beiwagen umgerüstet, um die Kapazität zu erhöhen, sie erhielten die Wagennummern 6501 bis 6535. Zur Ausrüstung gehörte eine durchgehende Leitung für die Vielfachsteuerung und eine elektrische Zugheizanlage. 1928 wurden weitere 35 Wagen zu Beiwagen umgerüstet (6536 bis 6570). 1940 erhielten diese Wagen die Bezeichnung EB 85 01 bis 70.
Nachdem diese Wagen bei der DB ausgemustert waren, wurden 1961 acht dreiachsige Umbauwagen für den Einsatz als Beiwagen umgebaut, und dabei rot lackiert. Sie wurden als EB 85 01 bis 08 in zweiter Besetzung bezeichnet.

## Konstruktive Merkmale
An beiden Enden befand sich ein Führerstand, hinter dem einen Führerstand waren Transformator, Schaltwerk und Hochspannungsanlagen untergebracht. Der Maschinenraum lag über dem Laufgestell. Im Triebgestell saßen zwei achtpolige Tatzlagermotoren. Die Drehgestelle der Neubautriebwagen entsprachen der Berliner Stadtbahn-Bauart. Auf dem Dach waren zwei SBS-10-Stromabnehmer montiert. Die Fahrzeuge verfügten erstmals über eine Sicherheitsfahrschaltung. Neben der Knorr-Einkammer-Druckluftbremse hatten die Fahrzeuge eine Spindelbremse als Handbremse. Neben drei Frontlichtern erhielten sie an der Dachkante zwei rote Lampen als Rücklicht.
Die einflügeligen Einstiegstüren lagen hinter dem Maschinenraum bzw. dem ersten Abteil hinter dem Führerstand und waren eingezogen. Auf der rechten Fahrzeugseite hatte der Maschinenraum Lüftergitter. Das mittlere Abteil war in ein größeres Nichtraucher- und ein kleineres Raucherabteil aufgeteilt, dazwischen lag die Toilette. Die Sitzteilung war 2+3. Die Wagen waren zunächst als 4. Klasse beschildert, ab 1928 bis 1956 als 3. Klasse.

## Verbleib
Als letzte Triebfahrzeuge wurden am 28. April 1977 und am 29. September 1977 die 485 019 und 485 005 beim Bw Freiburg ausgemustert. Im gleichen Jahr schieden dort die Beiwagen 885 704 und 706 (beide am 28. April 1977) und als letzter Beiwagen der 885 709 am 29. September 1977 aus.
Im Jahr zuvor quittierte das spätere Museumsfahrzeug 485 007 am 28. Mai 1976 und der seinerzeit letzte Beiwagen ohne 1. Klasse-Abteil, der 885 615, am 28. Oktober 1976 den aktiven Dienst.
Der 485 007 und der 885 615 wurden im Eisenbahnmuseum Bochum-Dahlhausen erhalten. Sie waren zunächst betriebsfähig und 1985 bei der Jubiläumsparade in Nürnberg dabei. Seit Dezember 2010 sind sie Bestandteil der Sammlung elektrischer Triebwagen der Schienenverkehrsgesellschaft Stuttgart, die sie erworben hat. Trieb- und Steuerwagen wurden wieder mit der ursprünglichen cremefarbene DR-Lackierung versehen und sind in der SVG-Eisenbahn-Erlebniswelt Horb am Neckar ausgestellt.
Der 885 706 steht als Vereinsheim im Bahnbetriebswerk Freiburg.

## Steilstreckenversion ET 90
Im Jahre 1949 wurden die ET 85 13 und 14 in die ET 90 01–02 umgebaut. Diese wurden nach einer Getriebeänderung auf der als Steilstrecke klassifizierten Königsseebahn von Berchtesgaden nach Königssee eingesetzt, die Höchstgeschwindigkeit wurde auf 50 km/h herabgesetzt. 1950 folgte noch der ET 85 16 als ET 90 03, im Unterschied zu den ersten beiden Triebwagen waren die Außenbleche glatt und nicht mehr genietet. Wegen Ausdünnung des Angebots auf der Königsseebahn wurde ET 90 02 ab 1960 von Rosenheim aus eingesetzt, nach Einstellung des Personenverkehrs auf der Königsseebahn 1965 auch der ET 90 01. Ab 1961 wurden ET 90 03 und EB 85 40 auf der Lokalbahn Bad Aibling–Feilnbach eingesetzt. 1969 bis 1972 wurden die nun als 490 bezeichneten Triebwagen ausgemustert.
Als Steuerwagen stand der ES 85 40 zur Verfügung, der aus einem vierachsigen Reisezugwagen der Müglitztalbahn umgebaut worden war. Außerdem konnten die Beiwagen EB 85 90 und 91 verwendet werden, die 1958 aus zweiachsigen bayerischen Personenwagen von 1925 entstanden waren.